# Hopkins FBI
Hopkins FBI is een computerspel dat werd ontwikkeld en uitgegeven door MP Entertainment. Het spel kwam in 1998 uit voor Linux en Microsoft Windows.

## Verhaal
De bekende terrorist Bernie Berckson kreeg de doodstraf en werd tweemaal geëlektrocuteerd. Opmerkelijk is dat hij nog steeds in leven is en heeft weten te ontsnappen. Nu leidt hij een nieuwe criminele orginasatie. De speler speelt geheim agent Hopkins. Deze moet hem vinden en hem en zijn bandleden arresteren.

## Ontvangst
| Beoordeeld door      | Jaar | Platform | Score |
| -------------------- | ---- | -------- | ----- |
| Adventurearchiv      | 2003 | Windows  | 84%   |
| PC Fun               | 1998 | Windows  | 80%   |
| PC Jeux              | 1998 | Windows  | 78%   |
| Power Unlimited      | 1998 | Windows  | 76%   |
| Just Adventure       | 1999 | Windows  | 67%   |
| Quandary             | 1999 | Windows  | 60%   |
| Adventure Gamers     | 2002 | Windows  | 60%   |
| Aventura y Cía       | 2001 | Windows  | 40%   |
| PC Action            | 1998 | Windows  | 30%   |
| PC Games (Duitsland) | 1998 | Windows  | 10%   |